# Черемшанка (Солонешенський район)
Черемша́нка (рос. Черемшанка) — село у складі Солонешенського району Алтайського краю, Росія. Входить до складу Солонешенської сільської ради.

## Населення
Населення — 111 осіб (2010; 189 у 2002).
Національний склад (станом на 2002 рік):
- росіяни — 95 %